# Одеське ЛВУМГ
Одеське лінійне виробниче управління магістральних газопроводів — структурний підрозділ управління магістральних газопроводів «Прикарпаттрансгаз», створене в січні 1993 року.
Управління експлуатує газопроводи. 
Для відпочинку та оздоровлення працівників діє база відпочинку «Газовик» (Одеська обл.).

## Структурні підрозділи

### КС «Березівка»
Компресорний цех введений в експлуатацію у 1980 році. Цех обладнаний п'ятьма газоперекачуючими агрегатами СТД-4000 з відцентровими нагнітачами типу 280-12-7. Загальна його потужність становить 20 МВт.
Начальник ГКС — Гетміченко Валерій Костянтинович.

#### Історія КС «Березівка»
Березівська газокомпресорна станція — найстаріший структурний підрозділ Одеського лінійно-виробничого управління магістральних газопроводів. Газокомпресорна станція збудована за 20 км від м.Березівки, неподалік від Тилігульського лиману, на території колишнього колгоспу. 
В підпорядкуванні Березівської ГКС знаходяться:
- компресорна станція з основним та допоміжним обладнанням;
- система магістральних газопроводів, діаметром 500 та 800 мм — 390 км;
- система газопроводів–відводів до газорозподільних станцій (ГРС)  — понад 40 км;
- 13 ГРС, які розташовані в Березівському, Лиманському, Іванівському та Роздільнянському районах Одеської області, відстань до них становить від 20 до 180 км;
- система електрохімічного захисту газопроводів від корозії.

Цей комплекс систем та споруд обслуговують понад 100 працівників відповідних служб. Для них в м. Березівка збудували три п'ятиповерхові будинки на 90 квартир та котельню. На той час це було необхідною умовою будівництва газоводів до міста для економічного обґрунтування (наявність необхідних споживачів).
Було проведено газопровід від ГКС до м. Березівка, довжиною 14 км, міський газорозподільний пункт та виконано газифікацію міста.
Враховуючи тривалість експлуатації магістральних газопроводів та їх технічний стан, при ГКС «Березівка» в 1995 році було створено дільницю з капітального ремонту магістральних газопроводів, яка укомплектована відповідною технікою та обладнанням і здатна ремонтувати на рік до 30 км газопроводів, діаметром 500 і 800 мм. Начальником дільниці став Іванов Сергій Володимирович, який до цього працював головним інженером Березівського «Агробуду».
Від початку створення багато років газокомпресорною станцією керував Ксьондзик Сергій Олександрович. Допомагав комунальним службам міста технікою та матеріалами. Також начальником КС був Долганенко А.М.